# Medaille voor Vrijwillige Militaire Dienst
De Medaille voor Vrijwillige Militaire Dienst (Frans: "Médaille des services militaires volontaires") is een Franse onderscheiding. Deze medaille vervangt sinds 13 maart 1975 een in 1963 opgeheven Franse ministeriële ridderorde, de Ministeriële Orde van Militaire Verdienste, en is bestemd voor de reservisten van de Franse krijgsmacht.
De medaille wordt in drie graden uitgereikt:
- De Bronzen Medaille voor Vrijwillige Militaire Dienst wordt toegekend voor vier jaar dienst in de reserve en 30 behaalde dienstpunten voor officieren of 24 punten voor onderofficieren. De bronzen medaille wordt gedragen aan een blauw-rood-blauw lint.

- De Zilveren Medaille voor Vrijwillige Militaire Dienst, wordt pas vijf jaar na de bronzen medaille toegekend voor acht tevredenheidsbetuigingen ("Témoignages de Satisfaction"), 66 behaalde dienstpunten voor officieren of 60 punten voor onderofficieren. De zilveren medaille wordt gedragen aan een blauw-rood-blauw lint met witte bies.

- De Gouden Medaille voor Vrijwillige Militaire Dienst, wordt toegekend voor ten minste 15 jaar dienst in de reserve. Deze onderscheiding wordt ten minste zes jaar na de zilveren medaille toegekend voor twaalf tevredenheidsbetuigingen ("Témoignages de Satisfaction"), 99 behaalde dienstpunten voor officieren of 90 punten voor onderofficieren. De gouden medaille wordt gedragen aan een blauw-rood-blauw lint met witte bies en rozet.

## De medaille
Op de voorzijde van de ronde medaille is "Marianne", zinnebeeld van de Franse republiek afgebeeld met op haar hoofd een Frygische muts. Het rondschrift luidt "RÉPUBLIQUE FRANÇAISE" 'Op de keerzijde is het embleem van de vrijwilligers met het rechtopstaande ontblote zwaard, twee ankers en vleugels afgebeeld. Daaronder staat "SERVICES MILITAIRES VOLONTAIRES"
De bronzen medaille wordt aan een blauw-rood-blauw lint op de linkerborst gedragen. De zilveren en gouden medaille hangen aan een blauw-rood-blauw lint met witte bies, net als de eerdere Ministeriële Orde van Militaire Verdienste. Op het lint en de baton van de gouden medaille wordt een rozet in de drie kleuren van het lint gedragen.